# Mike D Vecchio
Mike Derudder (Mons, 7 de maio de 1996), mais conhecido pelo nome de ringue Mike D Vecchio, é um lutador profissional belga atualmente contratado pela WWE. Ele é mais conhecido por seu trabalho na Westside Xtreme Wrestling (wXw), onde foi campeão europeu da wXw. Também é conhecido por suas passagens em várias promoções da cena independente europeia e faz aparições na All Japan Pro Wrestling.

## Carreira na luta livre profissional

### German Wrestling Federation (2020–presente)
Na German Wrestling Federation (GWF), Derudder é um ex-campeão GWF Berlin e campeão mundial, títulos que ele conquistou em uma única ocasião cada.

### Westside Xtreme Wrestling (2021–presente)
Derudder fez sua estreia na Westside Xtreme Wrestling (wXw) no wXw German Comic Con Limited Edition 2021, realizado em 11 de setembro, onde formou uma dupla com Ultima Sombra, mas a dupla foi derrotada por Tristan Archer e Michael Knight. Durante seu tempo na promoção, ele perseguiu vários de seus campeonatos. No wXw Drive Of Champions 2023, realizado em 17 de junho, Derudder desafiou Shigehiro Irie pelo Campeonato Unificado de Wrestling da wXw, mas não obteve sucesso. Em 2024, ele participou do torneio inaugural pelo Campeonato Europeu da wXw, onde derrotou Jacob Crane na primeira rodada e Luke Jacobs nas semifinais, mas perdeu para Aigle Blanc na final. Posteriormente, ele derrotou Blanc para conquistar o título na segunda noite do wXw World Tag Team Festival de 2024. Derudder manteve o título até 20 de maio de 2025, quando foi forçado a desocupá-lo devido a uma lesão no joelho.
Derudder competiu em vários eventos emblemáticos da wXw. No Shortcut to the Top 2023, ele participou da tradicional battle royal pelo direito de disputar o Campeonato Unificado de Wrestling da wXw, que acabou sendo vencida por Maggot. Na edição de 2024 do Shortcut to the Top, Derudder formou uma equipe com Nick Schreier para desafiar Dennis Dullnig e Hektor Invictus pelo Campeonato Mundial de Duplas da wXw, mas a dupla não teve sucesso. No mesmo evento, Derudder também participou da battle royal tradicional, que foi vencida por Peter Tihanyi.
No 16 Carat Gold Tournament, Derudder fez sua primeira aparição na edição de 2023, onde foi derrotado por Tristan Archer na primeira rodada. Um ano depois, na edição de 2024, Derudder derrotou Gringo Loco na primeira rodada, mas perdeu para Aigle Blanc nas quartas de final.

### Progress Wrestling (2024–presente)
Derudder fez sua estreia na Progress Wrestling durante o Super Strong Style 16 de 2024, onde foi derrotado por Luke Jacobs na primeira rodada. Na segunda noite do torneio, ele participou de uma battle royal, que foi vencida por Gene Munny. No Progress Chapter 169: The Devil On My Shoulder, em 28 de julho de 2024, ele desafiou Axel Tischer pelo Campeonato Atlas da Progress, mas não teve sucesso.

### Revolution Pro Wrestling (2024–presente)
Derudder frequentemente faz aparições na Revolution Pro Wrestling (RevPro), uma das principais promoções de wrestling do Reino Unido. No evento RevPro Revolution Rumble 2024, realizado em 31 de março, ele competiu na tradicional Revolution Rumble, uma battle royal que definiria os principais desafiantes aos títulos da promoção. A luta foi vencida por Luke Jacobs.

### Impact Wrestling (2023)
Derudder fez uma aparição única no Impact Wrestling durante o evento Turning Point em 27 de outubro de 2023, onde fez parceria com Ryan Richards, mas a dupla foi derrotada por Grado e Rhino.

## Títulos e prêmios
- Association les Professionnels du Catch
  - APC Championship (1 vez)
- Catch As Catch Can
  - CACC Supreme Championship (1 vez)
- European Wrestling Association
  - EWA Europameisterschaft Championship (1 vez)
- Fédération Française de Catch Professionnel
  - FFCP Heavyweight Championship (1 vez)
- Premium Championship Wrestling
  - Premium Cup (2023)
- German Wrestling Federation
  - GWF Berlin Championship (1 vez)
  - GWF World Championship (1 vez)
  - GWF Battlefield (2023)
- International Catch Wrestling Alliance
  - ICWA France Heavyweight Championship (1 vez)
  - ICWA Heavyweight Championship (1 vez)
- Pro Wrestling Illustrated
  - PWI o colocou na #294ª posição dos 500 melhores lutadores individuais no PWI 500 em 2024[18]
- Superstar Wrestling
  - Superstar Wrestling Championship (3 vezes, atual)
- Tigers Pro Wrestling
  - TPW Proud Championship (1 vez)
- Wrestling Pro Essonne
  - WPE Spotlight Championship (1 vez, inaugural)
- Westside Xtreme Wrestling
  - wXw European Championship (1 vez)
- WrestlingKULT
  - WrestlingKULT Championship (1 vez)

## Outras mídias
Derudder interpretou Dracko no filme de artes marciais de 2024, The Last Kumite, dirigido por Ross W. Clarkson.